# 木糖醇
木糖醇（xylitol），即(2R,3R,4S)-戊五醇，為糖醇的一種，是一种可以作为蔗糖替代物的五碳糖醇，是木糖代谢的产物，木糖广泛存在于各种植物中，可从白桦、覆盆子、玉米、燕麥殼等植物原料中提取，目前主要产自中国。木糖醇主要由木糖的加氢还原得到。木糖醇被用作糖類食品及代糖品，其E編碼為E967。
木糖醇對人類來說是可食用的食品添加物，甜度与蔗糖相当，但热量只有等重蔗糖的60%，可被用來替代蔗糖。但木糖醇對於狗等多種動物具有毒性。

## 医学领域

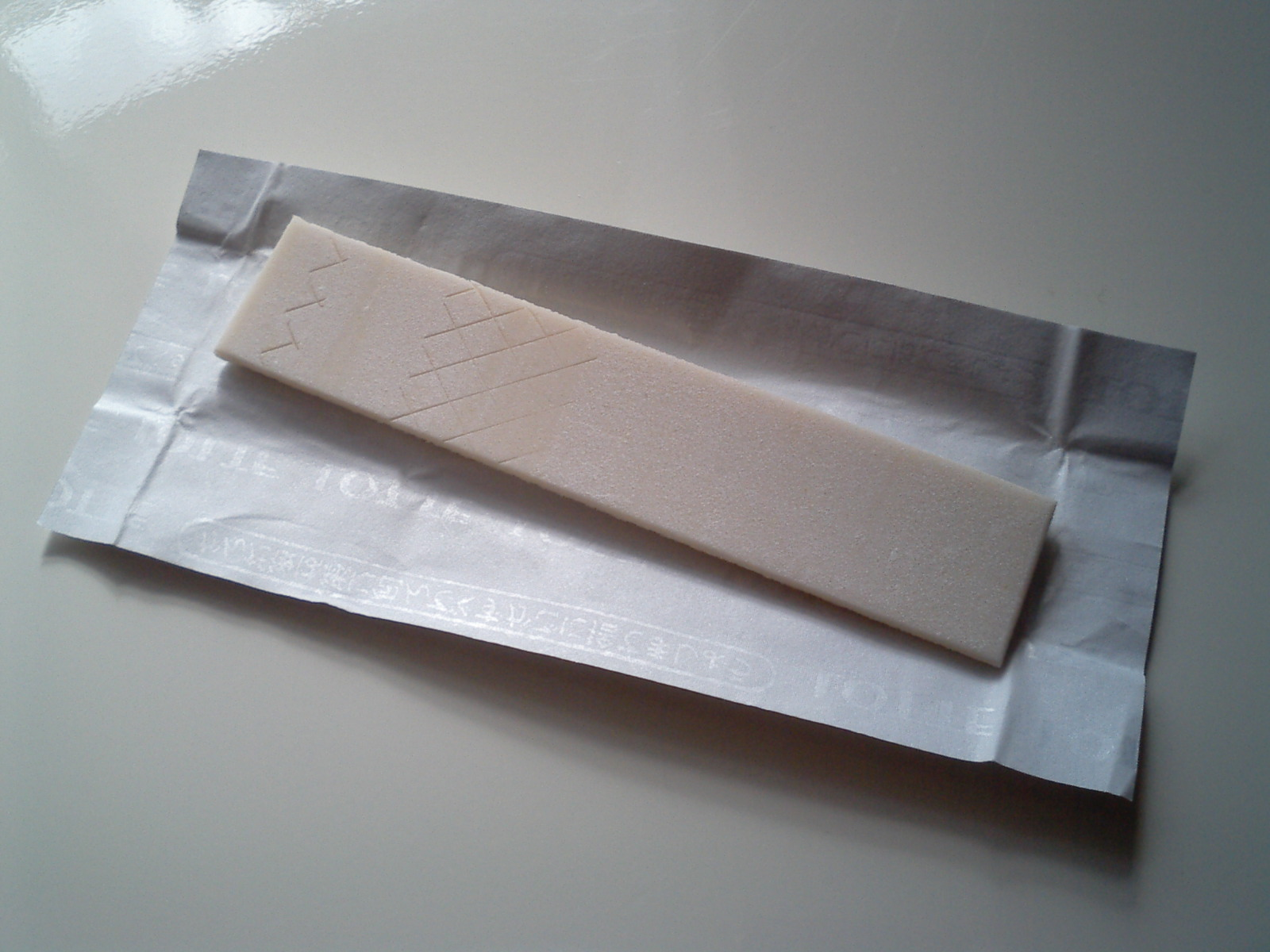
含有木糖醇的口香糖

### 牙科
由于木糖醇不能被细菌分解，它可取代甜品中的糖份以防止蛀牙。木糖醇产品在芬兰十分普遍，给儿童食用的糖果都以木糖醇代替蔗糖，以保护儿童牙齿健康。目前市面上許多無糖口香糖皆採用木糖醇来提供甜味。2015年的一份研究表明，相比使用不含木糖醇的含氟牙膏的儿童，使用带有木糖醇的含氟牙膏的儿童患龋齿的機率要低，但现有的证据品質较低不足以笼统概括。

### 糖尿病
木糖醇代谢时不需要胰岛素即可直接进入细胞，且代谢速度快，只会轻微引起血糖升高，也沒有果糖的健康危害，是糖尿病患者理想的蔗糖替代品。

### 减肥
木糖醇甜度与蔗糖相当，但是热量较低，且食用木糖醇不会使血液中的中性脂肪增加，还可以抑制甘油、脂肪酸的合成（果糖會增加血脂），因此具有减肥的功效。

### 肺炎
根據艾奧瓦大學在《每日科學》雜誌刊登的研究指，木糖醇可以使纤维囊肿患者的呼吸道表面黏液层中的盐度下降，有利于患者恢复预防肺部感染的能力。

### 骨质疏松
芬兰科学家发现木糖醇有助于防止小白鼠的骨质疏松并能增加骨密度。

#### 糖类转化
木糖醇作为糖醇一类其代谢机理及其实际代谢过程产生的热量一直存在争议，有部分学者認為绝大多数木糖醇通过肝脏代谢，其余大部分被脑及心脏利用，只有少量参与皮下脂肪代谢。但木糖醇被肝脏吸收之后，50%以上会被进一步转化为葡萄糖，45%左右被氧化，其他很少一部分变成乳酸。

## 毒性

### 對人類
有证据表示过量摄入木糖醇因其在肠道内吸收率不到20%，容易在肠壁积累，易造成渗透性腹泻。

### 對狗
木糖醇對於狗來說具有毒性，每公斤體重攝入超過0.1克可能致死。

### 對野鳥
在南非赫爾馬努斯（Hermanus）的一個花園裡，三十隻開普頓雁在30分鐘內飲用木糖醇溶液后死亡。原因疑为木糖醇引發的胰島素大量釋放，導致血糖不可逆轉的下降。